# Československá basketbalová liga žen 1978/1979
Československá basketbalová liga žen 1978/1979 byla nejvyšší ligovou basketbalovou soutěží žen v Československu. Hrálo ji 8 družstev. Titul mistra Československa získal tým Sparta ČKD Praha, na druhém místě se umístil klub Slovan CHZJD Bratislava a na třetím Slavia VŠ Praha. O titulu mistra Československa rozhodly vzájemné zápasy prvních dvou družstev, které měly stejný počet bodů.
- Sparta ČKD Praha (trenéři Lubomír Dobrý, Karel Herink) získala v sezóně 1978/79 svůj 19. titul mistra Československa (z 23 celkem).
- Vítězem ankety Basketbalista roku byla v roce 1978 Dana Klimešová-Ptáčková (Sparta Praha).
- „All Stars“ československé basketbalové ligy – nejlepší pětka hráčů basketbalové sezóny 1978/79: Alena Weiserová-Kopecká, Dana Hojsáková, Anna Součková-Kozmanová, Vlasta Mottlová-Vrbková, Jana Stibůrková-Menclová

Konečné pořadí ligy 

1. Sparta ČKD Praha (mistr Československa 1979) – 2. Slovan CHZJD Bratislava – 3. Slavia VŠ Praha – 4. KPS Brno – 5. Lokomotiva Košice – 6. VSS Košice – 7. Lokomotíva Bratislava – 8. Slávia VŠ Prešov

## Systém soutěže
- Všechna družstva hrála dvoukolově každý s každým (doma – venku), každé družstvo 14 zápasů. Následovaly čtyři turnaje ve dvou skupinách (o 1.-4. místo, o 5.-8. místo). Celkový počet 26 zápasů.

| Poř. | Tým                     | Z  | V  | P  | Skóre     | Body |
| ---- | ----------------------- | -- | -- | -- | --------- | ---- |
| 1.   | Sparta ČKD Praha        | 26 | 18 | 8  | 1969:1735 | 44   |
| 2.   | Slovan CHZJD Bratislava | 26 | 18 | 8  | 1981:1771 | 44   |
| 3.   | Slavia VŠ Praha         | 26 | 14 | 12 | 2022:1941 | 40   |
| 4.   | KPS Brno                | 26 | 10 | 16 | 1826:1922 | 36   |
|      |                         |    |    |    |           |      |
| 5.   | Lokomotíva Košice       | 26 | 16 | 10 | 1959:1710 | 42   |
| 6.   | ZŤS Košice VSS          | 26 | 13 | 13 | 1810:1885 | 39   |
| 5.   | Lokomotíva Bratislava   | 26 | 11 | 15 | 1763:1974 | 37   |
| 8.   | Slávia VŠ Prešov        | 26 | 4  | 22 | 1679:2071 | 30   |

## Sestavy (hráčky, trenéři) 1977/1978, 1978/1979
- Spartak Praha Sokolovo: Dana Klimešová-Ptáčková, Alena Weiserová-Kopecká, Hana Brůhová-Peklová, Helena Šilhavá-Reichová, Jitka Hojerová-Kotrbatá, Alena Růžičková-Bubeníková, Eva Kotrbatá-Hlaváčová, Dana Hojsáková, Ludmila Chmelíková, Ivana Třešňáková, Linártová, Nováková, Jana Stibůrková-Menclová, Pokorná, Blanka Tomsová, Hana Ezrová. Trenér Lubomír Dobrý (1978), Karel Herink (1979)
- Lokomotíva Košice: Milena Jindrová, Irena Medvecká-Bartošová, Jana Hrabovská-Smolenová, Marta Čintalová-Lukáčová, Jana Blažeková-Škovránová, Vilma Karnayová-Sitašová, Kalináčová, Krajčová, Liptáková, Cecílie Karabelošová, Valková, Gregová, Koppová, Kontrošová, Madurová, Žuffová, Karabelošová, Fodorová, Eva Bieleková. Trenér Gabriel Dajko
- Slovan CHZJD Bratislava: Božena Miklošovičová-Štrbáková, Olga Zajasenská-Došeková, Maria Kiffuszová, Eva Šefčíková-Piršelová, Darina Norovská-Pastuchová, Alena Uberalová-Bardoňová (Kašová), Eva Vrbková, Irena Rajniaková (Goldová), E. Králiková, Hrebíčková, Alena Bláhová, Pidhájecká, Nováková, Kristová, Szabová, Stromková, Beáta Renertová-Csicsayová, Šimkovičová, L. Nováková, Jamáriková. Trenér Jozef Hodál
- Slavia VŠ Praha: Anna Součková-Kozmanová, Eva Zemanová-Hartmanová, Alena Hibšová, H. Bláhová, Ludmila Matušů-Komeštíková, Hana Zarevúcká, Václava Šimonová-Jirášková, Eva Zemanová-Hartmanová, Blanka Štépánková-Linhartová, Hejková, Rubická-Hromková, Havlíčková, Libuše Centnerová, Drábková, Miková, Jitka Kalátová, Kleslová. Křivanová, Svobodová, Nedvídková, Petra Vondřičková, Dvořáčková. Trenér Jan Karger
- KPS Brno: Pavla Podivínová-Davidová, Lenka Grimmová-Nechvátalová, Vlasta Mottlová-Vrbková, Dagmar Spáčilová-Pošvářová, Stanislava Haklová-Varmužová, Romana Koščová-Králíková, Věra Fischemeistrová, Doležalová, Hana Jarošová, Malušová, Plačková, Svobodová, Ivana Kejvalová, Jarmila Vyňuchalová-Bystroňová, Hana Pláničková, Dolejší, Charanzová. Trenér Zdeněk Bobrovský (1978), M. Pospíšil (1979)
- Slávia VŠ Prešov: Yvetta Paulovičová-Pollaková, Červeňanová-Lipovská, Gabriela Jančoková-Jeleníková, Táňa Gálová-Petrovičová, Jana Michalidesová, Viera Bebčáková, Udičová, Adamcová, Polakovičová, Sibalová, Kovalová, Balažková, Hurkuličová, Kračúnová, Dobiášová, Robská, D. Libová, J. Libová, Olejníková, Duhanová, D. Galášová. Trenér Š. Molokáč
- Lokomotiva Bratislava: Nataša Lichnerová-Dekanová, Jiřina Přívarová, Věra Kišová-Luptáková, Kozová, Matisková, Hurtuková, Široká, Alž.Bláhová, Tibenská, Leváková, Rajníaková-Balážová, Vaneková-Mesárošová, Hedlíková, Lavečková, Šišová, Mikulášková, Bebčáková, Keberlová, Sýkorová, Mikulášiková, Ondrušová. Trenér J. Ivičič
- Jiskra Kyjov: Z. Šušáková, Anna Mazalová-Ticháčková, M. Klimková-Neničková, P. Klimková, Rajsiglová-Bednářová, Keberlová, Seidlová, Růžena Maksantová, Talafantová, Wernischová, Hegrová, Raiskubová, Schmidtová, Zarosská, Gallová, Buštíková, Sochorová, Gottwaldová. Trenér Zdeněk Martykán
- ZŤS Košice: Tamara Turcsányiová-Hynková, Anna Mazalová-Ticháčková, Eva Galášová, Eva Vrbková, Képesová, Papierniková-Nagyová, Hanková, Konopková, Šimíková, Hollá, Rojková, Spišáková, Tomková, Hřibová, Dzesatníková. Trenér Š. Medvěď

## Zajímavosti
- Mistrovství světa v basketbalu žen 1979 (Soul), Jižní Korea, v dubnu/květnu 1979 za účasti 12 družstev. Konečné pořadí: 1. USA, 2. Korea, 3. Kanada, 4. Austrálie. Československo se nekvalifikovalo.
- Mistrovství Evropy v basketbale žen 1978 se konalo v Polsku (Poznaň) v roce 1978 za účasti 13 družstev. Mistrem Evropy byl Sovětský svaz, Jugoslávie na 2. místě , Československo na 3. místě, Francie na 4. místě. Československo na ME 1978 hrálo v sestavě: Dana Klimešová-Ptáčková 127 bodů/8 zápasů, Alena Weiserová-Kopecká 104 /8, Ivana Třešňáková 85 /8, Vlasta Mottlová-Vrbková 61 /8, Jana Stibůrková-Menclová 49 /7, Alena Bardonová 47/ 6, Dana Hojsáková 43 /7, Hana Brůhová-Peklová 26 /8, Lenka Grimmová-Nechvátalová 20 /6, Eva Šefčíková-Piršelová 17 /3, Dagmar Spáčilová-Pošvářová 14 /4, Irena Bartošová 6 /4, celkem 599 bodů v 8 zápasech (6 vítězství, 2 porážky). Trenér Vladimír Heger, asistent Lubomír Dobrý.
- V Poháru evropských mistrů v basketbalu žen Sparta ČKD Praha v sezóně 1977/78 byla finalistou poháru, když ve finále prohrála s Geas Sesto San Giovanni (Itálie). Sparta ČKD Praha v další sezóně 1978/79 byla na 3. místě ve čtvrtfinálové skupině.